# 詹姆斯·罗思曼
詹姆斯·爱德华·罗思曼（英語：James Edward Rothman，1950年11月3日—），美国生物学家和医学家，耶鲁大学细胞生物学系系主任、Fergus F. Wallace名誉生物医学教授。他曾获得多种荣誉，包括哥伦比亚大学的路易莎·格罗斯·霍维茨奖、拉斯克基础医学研究奖（2002年）、费萨尔国王奖。
他在耶鲁大学取得硕士学位，在哈佛大学获博士学位。因为他在囊泡运输过程的研究，他荣获了2013年获诺贝尔生理学或医学奖（他与兰迪·谢克曼和托马斯·聚德霍夫分享）。